# Cantonul Bavay
Cantonul Bavay este un canton din arondismentul Avesnes-sur-Helpe, departamentul Nord, regiunea Nord-Pas-de-Calais, Franța.

## Comune
- Amfroipret
- Audignies
- Bavay (Bavik) (reședință)
- Bellignies
- Bermeries
- Bettrechies
- Feignies
- La Flamengrie
- Gussignies
- Hon-Hergies
- Houdain-lez-Bavay
- La Longueville
- Mecquignies
- Obies
- Saint-Waast
- Taisnières-sur-Hon